# Felix Hausdorff
Felix Hausdorff (Boroszló, Németország, 1868. november 8. – Bonn, Németország, 1942. január 26.) német matematikus. A topológia egyik megalapozója. Alapvető eredményekkel gazdagította a halmazelméletet, leíró halmazelméletet, mértékelméletet, függvénytant és funkcionálanalízist.

## Élete
A Lipcsei Egyetemen végzett, 1891-ben szerezte meg Ph.D. fokozatát. Ott is tanított 1910-ig, amikor a Bonni Egyetem matematikaprofesszora lett. 1913-tól 1921-ig a Greifswaldi Egyetem professzora volt. Ezután visszatért Bonnba. A nácik hatalomátvételekor a zsidó származású Hausdorff úgy vélte, megbecsült professzorként nincs veszélyben. Azonban rövidesen megbélyegezték matematikai eredményeit mint „zsidó”, „haszontalan”, „nem-német” fogalmakat és 1935-ben elvesztette állását. A németországi publikációs lehetőségeket elvesztve is folytatta matematikai kutatásait, cikkei a lengyel Fundamenta Mathematicae-ben jelentek meg. Amikor 1938-ban a kristályéjszaka után a zsidóüldözés fokozódott, Hausdorff egyre izoláltabbá vált. Végül, 1942-ben, amikor már nem tudta elkerülni a koncentrációs tábort, feleségével és sógornőjével öngyilkos lett.

## Munkája
Elsőként általánosította Cantor kontinuumhipotézisét; az 1908-as Grundzüge einer Theorie der geordneten Mengen című cikkében publikált alef-hipotézis ekvivalens az általánosított kontinuumhipotézissel. 
Klasszikus 1914-es művében, a Grundzüge der Mengenlehre-ben definiálta és tanulmányozta a részbenrendezett halmaz absztrakt fogalmát. A kiválasztási axióma segítségével igazolta, hogy minden részbenrendezett halmaz tartalmaz maximális rendezett részhalmazt (Hausdorff–Birkhoff-tétel). Ugyanitt bevezette a szomszédsági terek fogalmát és tanulmányozta a ma Hausdorff-tereknek nevezett tereket. 
1914-ben, a kiválasztási axióma segítségével megmutatta, hogy létezik a gömbfelületnek olyan paradox felbontása , A,B,C és Q halmazokra, hogy Q megszámlálható, továbbá A, B, C, és {\displaystyle B\cup C} páronként egybevágóak. Ez vezetett el a Banach–Tarski-paradoxonhoz. 
Bevezette a ma Hausdorff-mértéknek és Hausdorff-dimenziónak nevezett fogalmakat, amelyek a fraktálok definícióját teszik lehetővé. Megoldotta a róla Hausdorff-féle momentum problémának nevezett problémát. 
Paul Mongré írói néven filozófiai és irodalmi munkákat is publikált.

## Fontosabb művei
- Grundzüge einer Theorie der geordneten Mengen, Mathematische Annalen, 65(1908), 435-505.
- Grundzüge der Mengenlehre

## Lásd még
- Hausdorff-paradoxon
- Hausdorff–Birkhoff-tétel

## Külső hivatkozások
- Hausdorff összegyűjtött művei (németül)
- Hausdorff Findbuch (németül)